# 최고 혁명위원회

최고 혁명 위원회의 문장.

최고 혁명위원회(最高 革命委員會) 또는 혁명위원회는 자이드파 시아파 단체 후티가 만든 예멘의 정부 대행 단체이다. 예멘 수도와 옛 북예멘 지역을 장악한후 2015년 2월 6일에 헌법 선언을 하였고 후티와 예멘의 다수 정치 정당 사이의 목요일의 회담 실패로 인해 하디 정부와 하디 내각을 전복시키고 새 정부를 만드는 것을 목표로 하였다. 최고 혁명 위원회는 예멘 정부를 대행하기로 선언하였고 최고 혁명 위원회는 2년동안 국가를 통치할 5명으로 이루어진 대통령 위원회를 선택할 551석의 새 의회를 만드는 일이 주어졌다. 최고 혁명 위원회 의장은 무함마드 알리 알후티이다. 2016년 8월 15일, 최고 혁명 위원회는 최고 정치회의로 정권을 이양하였다.

## 국제적 관계
최고 혁명 위원회의 합법성은 알이슬라의 수니파와 남예멘 독립운동을 포함한 다수의 예멘 반정부 단체와, UN, 미국, 그리고 걸프 협력 회의에 의해 부정되었다.